# Brauniellula nancyae
Brauniellula nancyae är en svampart som beskrevs av A.H. Sm. & Singer 1959. Brauniellula nancyae ingår i släktet Brauniellula och familjen Gomphidiaceae.   Inga underarter finns listade i Catalogue of Life.